# دهلیز راست
دهلیز راست (انگلیسی: Right atrium) یکی از دو دهلیز قلب است که در سمت راست قرار گرفته‌است.
خون برگشت شده از تمام قسمت‌های بدن، به‌استثنای ششها به‌وسیلهٔ سه سیاهرگ (ورید) به داخل دهلیز راست می‌ریزد. این سه سیاهرگ عبارتند از:
الف- بزرگ سیاهرگ زبرین که خون قسمت‌های بالای بدن (قفسهٔ سینه، سر و گردن و اندام‌های فوقانی) را به دهلیز راست می‌آورد.
ب- بزرگ سیاهرگ زیرین که خون قسمت‌های پائین (شکم و اندام‌های تحتانی) را در دهلیز راست می‌ریزد.
ج- سینوس کورونری (Coronary Sinus)، که خون تیرهٔ قسمت اعظم ماهیچهٔ قلب را به دهلیز راست می‌آورد.
خون سیاهرگی در سیستول قلبی در دهلیز راست جمع شده با آغاز دیاستول از طریق دریچه سه لتی وارد بطن راست می‌شود.
گره سینوسی قلب در دیواره دهلیز راست قرار دارد. به دلیل بالاتر بودن فشار در گردش خون قلب چپ دیواره دهلیز چپ قطورتر ازدهلیز راست می‌باشد اما از نظر اندازه دهلیز چپ کوچکتر از دهلیز راست می باشد.

## نگارخانه

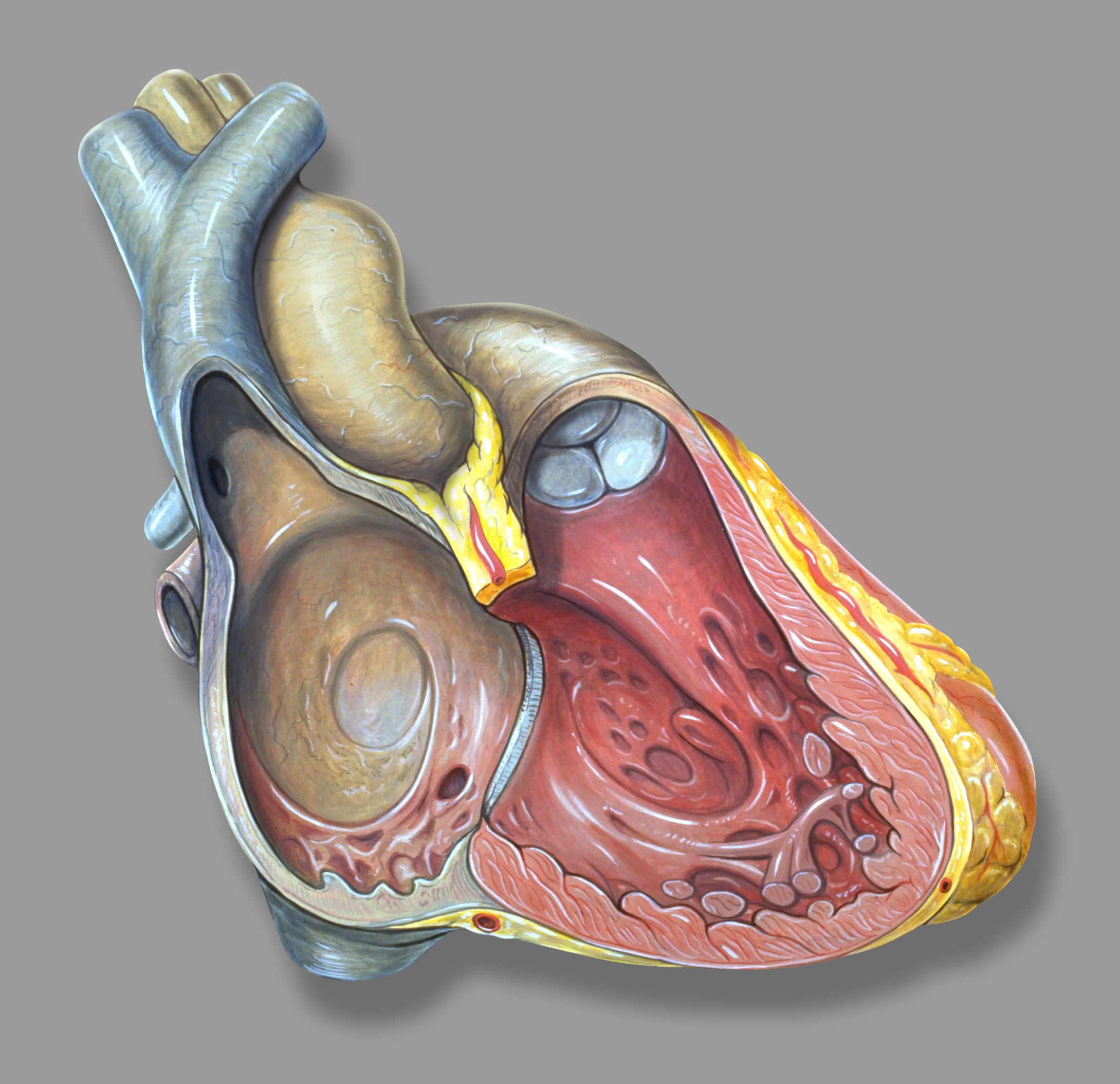
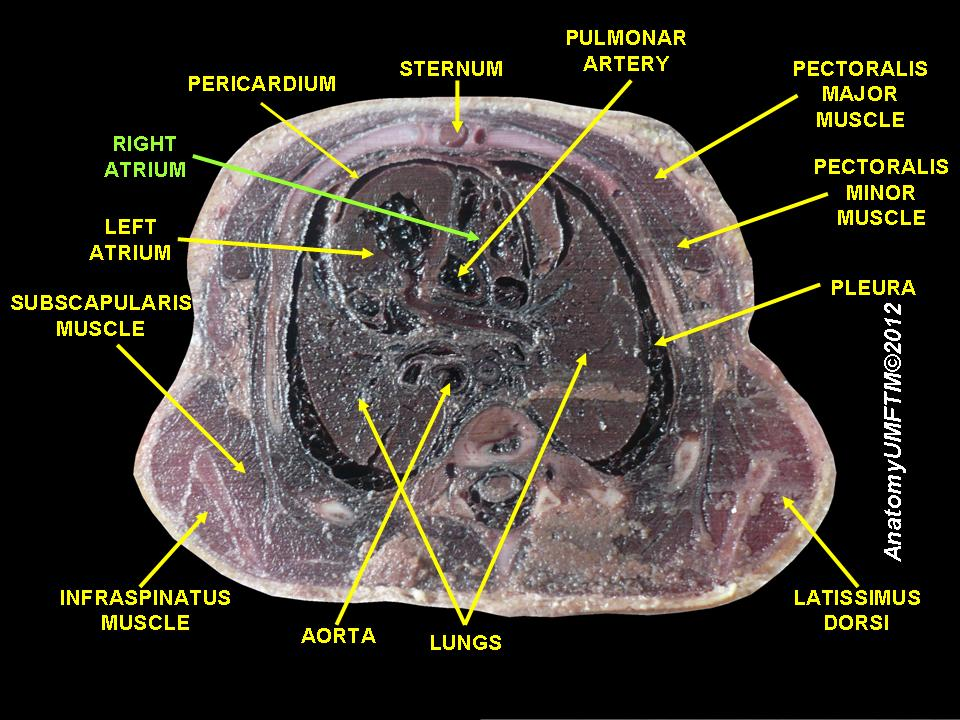